# Lavochkin La-9
Lavochkin La-9 (tên ký hiệu của NATO: Fritz) là một máy bay tiêm kích sau Chiến tranh thế giới II của Liên Xô.

## Phát triển
La-9 là đại diện cho những phát triển xa hơn của nguyên mẫu Lavochkin La-126. Nguyên mẫu đầu tiên có tên gọi là La-130 đã hoàn tất vào năm 1946. La-130 chỉ có nét tương tự về bề ngoài đối với loại máy bay Lavochkin La-7 nổi tiếng, La-9 có cấu trúc hoàn toàn bằng kim loại, cánh có thiết kế dòng chảy tầng và một buồng lái điều áp. Các chi tiết bằng gỗ được loại bỏ khỏi thân máy bay cho phép máy bay trang bị vũ khí và nhiên liệu lớn hơn (4 khẩu pháo). La-130 có năng lực chiến đấu tương đương với La-7 nhưng kém hơn Yakovlev Yak-3 trong bay nằm ngang và thẳng đứng. Máy bay tiêm kích mới, được chính thức chỉ định tên gọi La-9, bắt đầu được sản xuất vào tháng 8 năm 1946. Tổng cộng 1.559 chiếc đã được chế tạo cho đến khi việc sản xuất dừng hẳn vào năm 1948.
Chỉ có một chiếc La-9 tiếp tục bay được cho đến ngày nay, ZK-LIX (bức ảnh được chụp tại Warbirds Over Wanaka) ở Ardmore, New Zealand, đã được phục hồi bởi hãng Pioneer Aero Restoration và AVspecs từ năm 2001 đến 2003. Một số chiếc khác hiện đang nằm trong các bảo tàng tại Trung Quốc và Triều Tiên.

## Các phiên bản
Giống như nhiều nhà thiết kế máy bay khác cùng thời, Lavochkin cũng thử nghiệm sử dụng động cơ phản lực để tăng hiệu suất của máy bay tiêm kích động cơ piston. Một nỗ lực như vậy là La-130R một với động cơ tên lửa nhiên liệu lỏng RD-1Kh3 ngoài động cơ piston Shvetsov ASh-82FN. Dự án đã hủy bỏ vào năm 1946 trước khi nguyên mẫu có thể được lắp ráp. Một cách tiếp cận khác thường hơn là La-9RD được thử nghiệm vào năm 1947-1948. Nó là một chiếc La-9 với phần thân được tăng cường và giảm bớt hai khẩu pháo để mang một động cơ xung phản lực RD-13 (giống như bom bay V-1 ban đầu của Đức) dưới mỗi cánh. Tốc độ của máy bay tăng thêm 70 km/h (45 mph) nhưng nó tiêu thụ rất nhiều nhiên liệu và gây ra tiếng ồn cũng như rung động rất lớn. Những động cơ này cũng có chất lượng không đáng tin cậy và trở nên tồi tệ khi sử dụng. Dự án đã hủy bỏ dù có khoảng từ 3 đến 9 chiếc La-9RD đã được thông báo sẽ xuất hiện tại triển lãm hàng không.
Những phiên bản đáng chú ý khác của La-9 là:
- La-9UTI - phiên bản huấn luyện hai chỗ
- La-132 (La-132) - nguyên mẫu với động cơ Shvetsov M-93 nâng cấp. Dự kiến đạt tốc độ 740 km/h (460 mph) trên độ cao 6.500 m (21.300 ft). Tuy nhiên, động cơ đã bị lỗi và thay vào đó, nguyên mẫu đã được trang bị động cơ Shvetsov ASh-82M. Không được đưa vào sản xuất.
- La-9M (La-134) - nguyên mẫu tiêm kích tầm xa, xem Lavochkin La-11.
- La-9RD - một chiếc La-9 lắp đặt hai động cơ xung phản lực RD-13 phụ trợ dưới cánh.
- La-138 - một chiếc La-9 lắp đặt hai động cơ phản lực PVRD-450 phụ trợ dưới cánh.

## Các quốc gia sử dụng
- CHDCND Triều Tiên
- România
- Liên Xô

## Thông số kỹ thuật (La-9)

### Đặc điểm riêng
- Phi đoàn: 1
- Chiều dài: 8.63 m (28 ft 4 in)
- Sải cánh: 9.80 m (32 ft 2 in)
- Chiều cao: 3.56 m (11 ft 8 in)

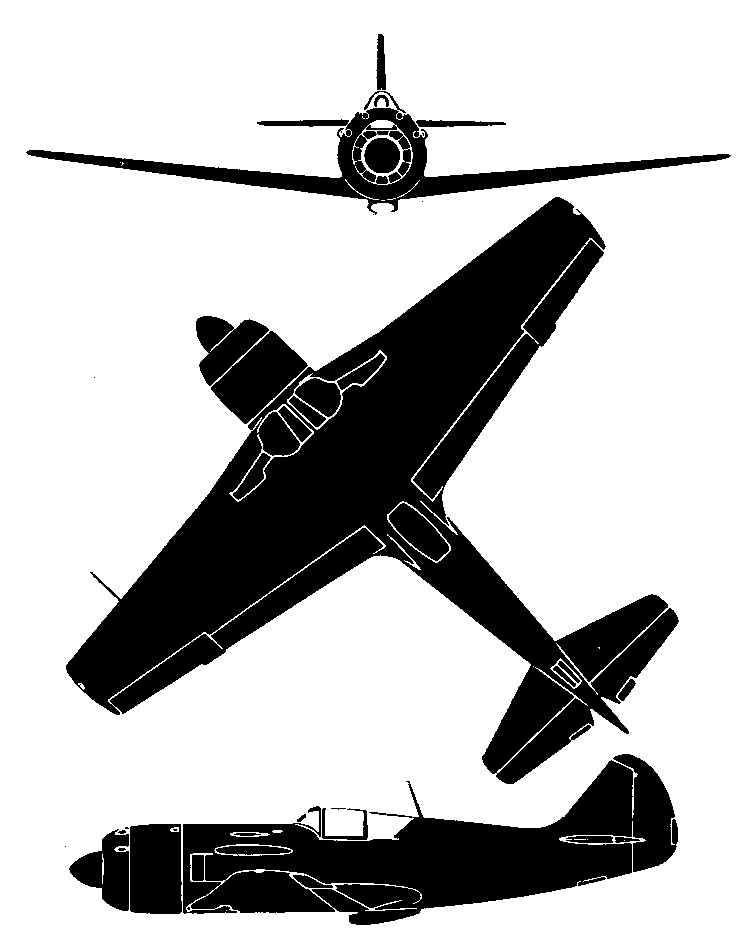
La-9

- Diện tích cánh: 17.6 m² (189 ft²)
- Trọng lượng rỗng: 2.638 kg (5.816 lb)
- Trọng lượng cất cánh: 3.425 kg (7.551 lb)
- Trọng lượng cất cánh tối đa: 3.676 kg (8.104 lb)
- Động cơ: 1× động cơ piston hướng kính Shvetsov ASh-82FN làm mát bằng không khí với bộ tăng áp 2 cấp và phun nhiên liệu, 1.380 kW (1.850 hp)

### Hiệu suất bay
- Vận tốc cực đại: 690 km/h (430 mph)
- Tầm bay: 1.735 km (1.082 mi)
- Độ cao Bay: 10.800 m (35.424 ft)
- Vận tốc lên cao: 17.7 m/s (3.489 ft/min)
- Lực nâng của cánh: 195 kg/m² (40 lb/ft²)
- Lực đẩy/trọng lượng: 0.40 kW/kg (0.25 hp/lb)

### Vũ khí
- 4x pháo 23 mm Nudelman-Suranov NS-23, 75 viên đạn/khẩu

## Nội dung liên quan

### Máy bay có cùng sự phát triển
- La-126
- La-134
- La-138
- La-11

### Máy bay có tính năng tương đương
- F8F Bearcat
- Hawker Sea Fury
- North American P-51 Mustang

### Trình tự thiết kế
- VVS: LaGG-3 - La-5 - La-7 - La-9 - La-11 - La-15
- Lavochkin: La-120 - La-126 - La-130 - La-132 - La-134 - La-138 - La-140